# Cung Cộng hòa, Berlin
Cung Cộng hòa (tiếng Đức: Palast der Republik) là một tòa nhà ở Berlin, nơi tổ chức Volkskammer, quốc hội của Cộng hòa Dân chủ Đức (Đông Đức hoặc GDR), từ năm 1976 đến 1990.
Cung Cộng hòa hay "Cung Nhân dân" nằm trên Đảo Bảo tàng ở khu vực Mitte của Đông Berlin, trên địa điểm của Cung điện Berlin trước đây nằm giữa Lustgarten và Schlossplatz, gần biên giới Tây Berlin. Palast được hoàn thành vào năm 1976 để chứa Volkskammer, cũng phục vụ nhiều mục đích văn hóa khác nhau bao gồm hai khán phòng lớn, phòng trưng bày nghệ thuật, một nhà hát, 13 nhà hàng, một sân chơi bowling, một bưu điện và một vũ trường.
Năm 1990, Cung Cộng hòa bị bỏ hoang sau khi tái thống nhất nước Đức và đóng cửa vì lý do sức khỏe do hơn 5000 tấn amiăng trong tòa nhà mặc dù bị đặt ngoài vòng pháp luật trong xây dựng ở Đông Đức vào năm 1968. Năm 2003, Bundestag đã bỏ phiếu cho việc phá hủy Palast và thay thế bằng việc tái thiết Cung điện Berlin đã bị phá hủy vào những năm 1950. Palast đã bị phá hủy từ năm 2006 đến 2008, và việc xây dựng lại Cung điện Berlin bắt đầu vào năm 2013 để hoàn thành vào năm 2020.

## Lịch sử

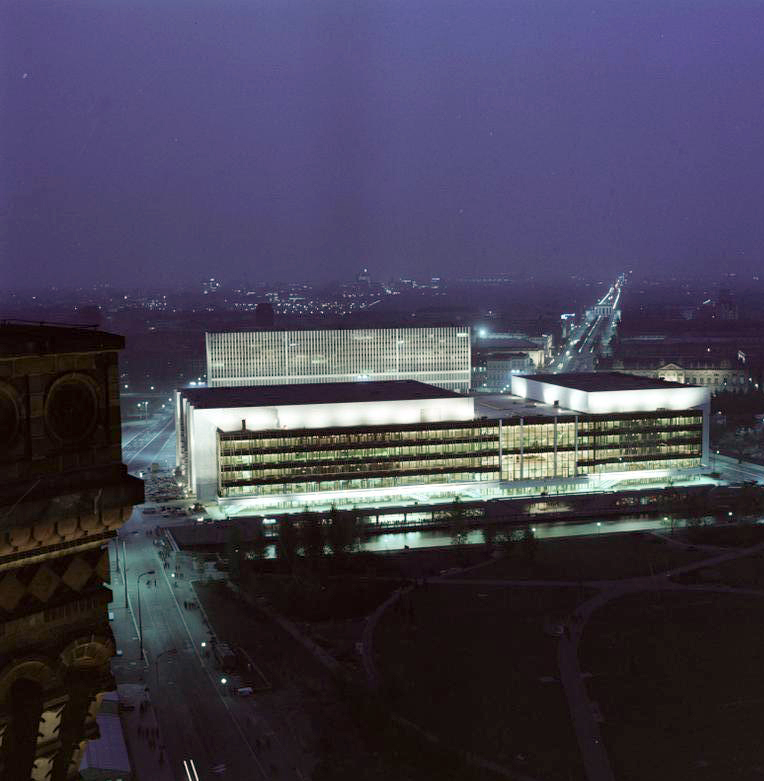
Mặt phía đông của Cung Cộng hòa vào ban đêm vào tháng 8 năm 1976, ngay sau khi hoàn thành.

### Quá trình xây dựng
Cung Cộng hòa (tiếng Đức: Palast der Republik) bắt đầu xây dựng vào năm 1973 với chi phí ghi nhận là 485 triệu mác Đông Đức, theo danh sách nội bộ của Wolfgang Junker, Bộ trưởng Bộ Xây dựng, mặc dù các ước tính khác cho thấy khoảng 800 triệu đến 1 tỷ mác. Palast được xây dựng trên địa điểm của Cung điện Berlin (Stadtschloss), cung điện hoàng gia cũ của Phổ, nằm trên Đảo Bảo tàng ở Đông Berlin, chưa đầy 2 kilômét (1,2 mi) dọc theo Unter den Linden từ biên giới Tây Berlin tại Cổng Brandenburg. Cung điện Berlin đã bị phá hủy gây tranh cãi vào năm 1950 sau khi chịu thiệt hại lớn trong Trận chiến Berlin trong Thế chiến II, vì chính phủ không có ngân sách trong những năm sau chiến tranh để phục hồi và nó được coi là biểu tượng của chủ nghĩa đế quốc Phổ. Địa điểm này được sử dụng làm nơi diễu hành và bãi đậu xe trong những năm 1950 và 1960 cho đến khi được chỉ định là địa điểm cho một tòa nhà mới để đặt Volkskammer, cơ quan lập pháp đơn viện của GDR, được đặt tạm thời tại Langenbeck-Virchow-Haus 58/59 Luisenstraße.
Palast được thiết kế theo phong cách hiện đại bởi Heinz Graffunder và Học viện Xây dựng của Cộng hòa Dân chủ Đức (Bauakademie der DDR), với các cửa sổ được nhân đôi bằng đồng đặc trưng như một đặc điểm kiến trúc rõ ràng. Nó bao gồm hai khối lớn bên ngoài và một mảnh ở giữa được chèn vào giữa chúng, cùng nhau tạo cho tòa nhà hình dạng của một hình khối với chiều dài 180 mét (590 ft), chiều rộng 85 mét (279 ft) và chiều cao 32 mét (105 ft) dựa trên các tòa nhà lân cận. Tòa nhà mới chiếm nửa phía đông của lô đất trong khi nửa phía tây được dự định là nơi diễu hành quân sự, mặc dù những chấn động từ các phương tiện hạng nặng đã được tìm thấy để gây nguy hiểm cho mặt tiền bằng kính. Thay vào đó, nửa phía tây được sử dụng chủ yếu như một bãi đậu xe và các cuộc diễu hành quân sự đã được chuyển đến Karl-Marx-Allee.
Ngoài việc sở hữu Volkskammer, Palast còn được dự định là một cấu trúc đa mục đích chịu ảnh hưởng của các khái niệm về Cung điện Văn hóa và Nhà Nhân dân phổ biến với các phong trào xã hội chủ nghĩa. Palast chứa một sân chơi bowling lớn ở cấp độ thấp hơn, từ đó có thể truy cập sân thượng bên kênh dọc theo River Spree, và có thiết bị làn đường Brunswick và một quán bar. Đây là tòa nhà đầu tiên trong GDR có khung xương thép tự hỗ trợ và chứa 5.000 tấn amiăng được sử dụng để chống cháy.

### Nơi họp củaVolkskammer

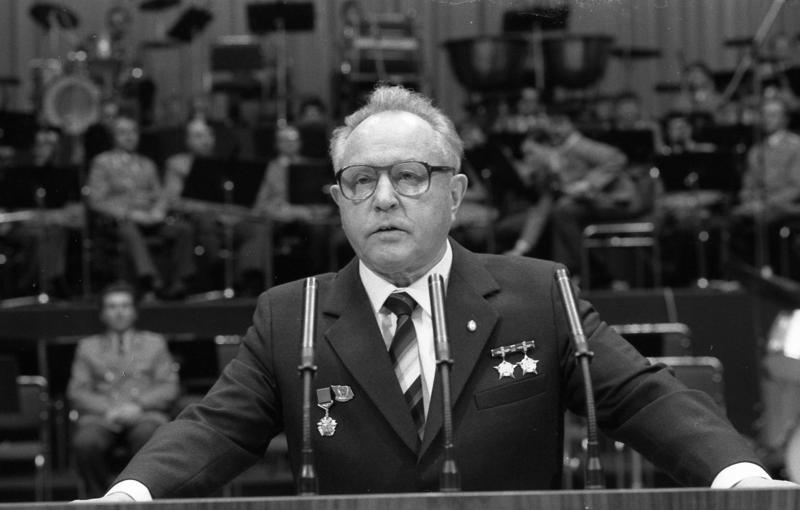
Erich Mielke, người đứng đầu Stasi, phát biểu vào ngày 25 tháng 3 năm 1983 với tư cách là chủ tịch câu lạc bộ của SV Dynamo, người thường xuyên tổ chức các buổi họp tại Cung Cộng hòa.

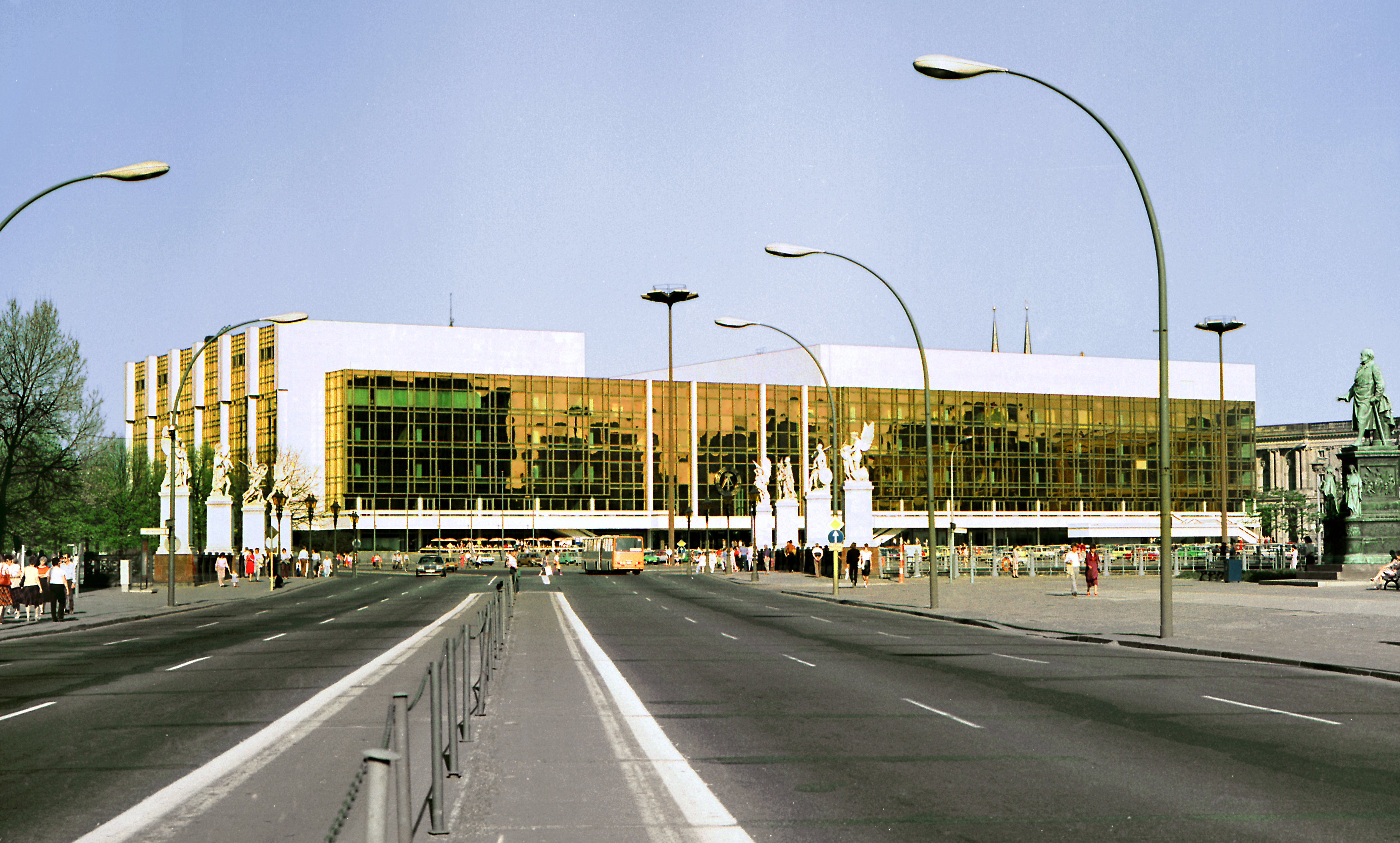
Mặt tiền của Cung Cộng hòa năm 1986 từ Unter den Linden.

Cung được chính thức khai trương vào ngày 23 tháng 4 năm 1976 và các cơ sở đã được mở cửa cho công chúng hai ngày sau đó.
Nhiều sự kiện văn hóa, chính trị, học thuật và xã hội quan trọng của Cộng hòa Dân chủ Đức đã diễn ra tại Cung sau khi khai mạc. ☃☃ Buổi trình diễn của dàn nhạc nổi tiếng như Leipzig Gewandhausorchester dưới Kurt Masur. Nhóm nhạc điện tử Đức Tangerine Dream đã biểu diễn một buổi hòa nhạc được ghi âm trực tiếp tsđây t vào ngày 31 tháng 1 năm 1980, đây cũng là buổi biểu diễn trực tiếp đầu tiên của Julian Schmoelling với ban nhạc. Buổi hòa nhạc độc đáo ở chỗ Tangerine Dream là nhóm nhạc phương Tây đầu tiên được chính phủ GDR cho phép chơi ở Đông Berlin vào thời điểm đó và được mệnh danh là "buổi biểu diễn đằng sau Bức màn sắt ". Một album của buổi hòa nhạc được thu âm này đã được phát hành có tựa đề Quichotte trên hãng thu âm Đông Đức Amiga, và sau đó được phát hành cho phần còn lại của thế giới trên Virgin Records sáu năm sau đó và đổi tên thành Pergamon. Vào tháng 10 năm 1983, ngôi sao nhạc rock Tây Đức Udo Lindenberg được phép biểu diễn trong buổi hòa nhạc ở Cung. Tại buổi hòa nhạc, Lindenberg đã không hát một trong những bài hát nổi tiếng nhất của mình, " Sonderzug nach Pankow ", là bài hát châm biếm nhà lãnh đạo Đông Đức Erich Honecker, khi ông được yêu cầu không chơi nó. Ngoài ra, vào tháng 4 năm 1987, ban nhạc rock Mỹ Latinh Santana đã thực hiện hai buổi hòa nhạc tại đây.
Đảng Thống nhất Xã hội (SED), đảng cầm quyền của CHDC Đức, đã tổ chức đại hội đảng tại Cung và một buổi dạ tiệc của nhà nước được tổ chức vào đêm kỷ niệm 40 năm (và cuối cùng) của CHDC Đức vào tháng 10 năm 1989, tại đó nhà lãnh đạo Liên Xô Mikhail Gorbachev đã có mặt. Trong đêm 22 – 23 tháng 8 năm 1990, Volkskammer đã họp bàn tại Cung Cộng hòa về việc sáp nhập CHDC Đức vào Cộng hòa Liên bang Đức có hiệu lực từ ngày 3 tháng 10 năm 1990, được gọi là tái thống nhất nước Đức.

### Đóng cửa và phá hủy
Cung đã bị đóng cửa ngăn không cho công chúng vào ngày 19 tháng 9 năm 1990 bởi nghị quyết của Volkskammer khi nó bị phát hiện nhiễm amiăng, chỉ hai tuần trước ngày sáp nhập. Vào ngày 2 tháng 10 năm 1990, Volkskammer bị giải thể và Cung trở thành hoang phế. Đến năm 2003, amiăng được coi là đã được gỡ bỏ cùng với các phụ kiện bên trong và bên ngoài cho phép tái cấu trúc an toàn hoặc giải cấu trúc an toàn, và vỏ của tòa nhà đã được mở cho du khách vào giữa năm 2003. Vào tháng 11 năm 2003, Bundestag đã biểu quyết phá hủy Cung và xây dựng lại Cung điện Berlin, để lại khu vực này là công viên cho đến khi có thể tìm được nguồn tài trợ. Phần lớn những người sống ở Đông Đức cũ phản đối việc phá hủy và nhiều cuộc biểu tình được tổ chức bởi những người cảm thấy tòa nhà là một phần không thể thiếu trong văn hóa của Berlin và quá trình lịch sử thống nhất nước Đức.
Bắt đầu từ đầu năm 2004, Cung đã được sử dụng cho các sự kiện như tổ chức một triển lãm của Đội quân đất nung và một buổi hòa nhạc đặc biệt của ban nhạc nổi tiếng có trụ sở tại Berlin Einstürzende Neubauten. Phá hủy bắt đầu vào ngày 6 tháng 2 năm 2006 và dự kiến kéo dài khoảng mười lăm tháng với chi phí 12 triệu euro, tuy nhiên, việc phá hủy kéo dài hơn dự kiến vì các mối nguy hiểm đối với các tòa nhà lân cận. Việc tháo dỡ cấu trúc đã bị trì hoãn nghiêm trọng sau khi phát hiện thêm amiăng ở nhiều địa điểm khác nhau và ngày hoàn thành ước tính đã bị đẩy lùi đến cuối năm 2008. Khoảng 35.000 tấn thép đã từng giữ tòa nhà này cùng nhau đã được chuyển đến Các Tiểu vương quốc Ả Rập Thống nhất để sử dụng cho việc xây dựng Burj Khalifa. Mặc dù cấu trúc ban đầu ở Berlin đã bị phá hủy, tòa nhà chị em của nó, Kulturpalast ở Dresden, vẫn còn nguyên vẹn và hiện được sử dụng như một hội trường dàn nhạc giao hưởng.

### Tái thiết Cung điện Berlin
Vào tháng 1 năm 2006, khoảng hai năm sau khi Bundestag quyết định xây dựng lại Cung điện Berlin, và cuộc bỏ phiếu dứt khoát thứ hai đã phê chuẩn lại các kế hoạch. Nó đã được quyết định ba mặt của nó sẽ là bản sao chính xác của bản gốc, nhưng mặt thứ tư và nội thất sẽ là hiện đại. Được gọi là Humboldtforum, cung điện được xây dựng lại sẽ chứa bộ sưu tập Humboldt và phòng trưng bày nghệ thuật phi châu Âu.  Vào tháng 11 năm 2008, kiến trúc sư người Ý Francesco Stella đã được chọn để thực hiện dự án.

## Bộ sưu tập
16 bức ảnh hoành tráng của các nghệ sĩ GDR đã trình bày Giấc mơ của những người cộng sản: Walter Womacka, Willi Sitte, Wolfgang Mattheuer, Werner Tzigke, Bernhard Heisig. Những bức ảnh được chiếu ở Potsdam 20 năm sau..

## Những ý kiến khác

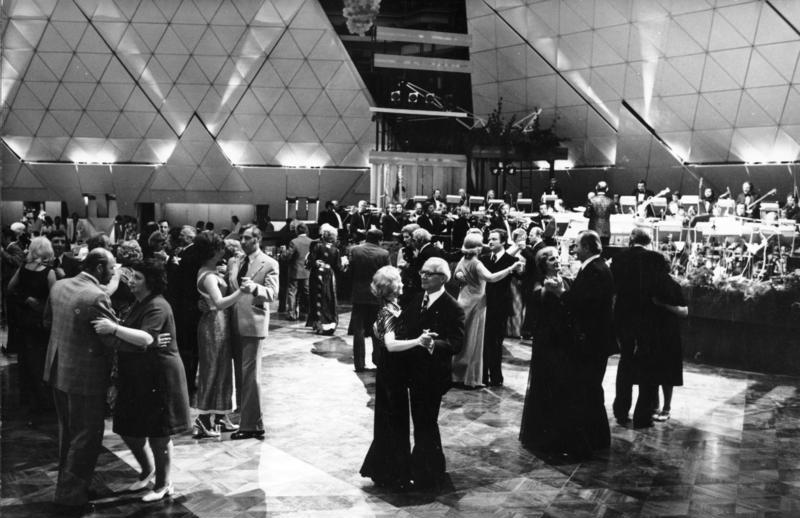
Erich và Margot Honecker tại bữa tiệc bóng khai mạc Cung điện năm 1976.
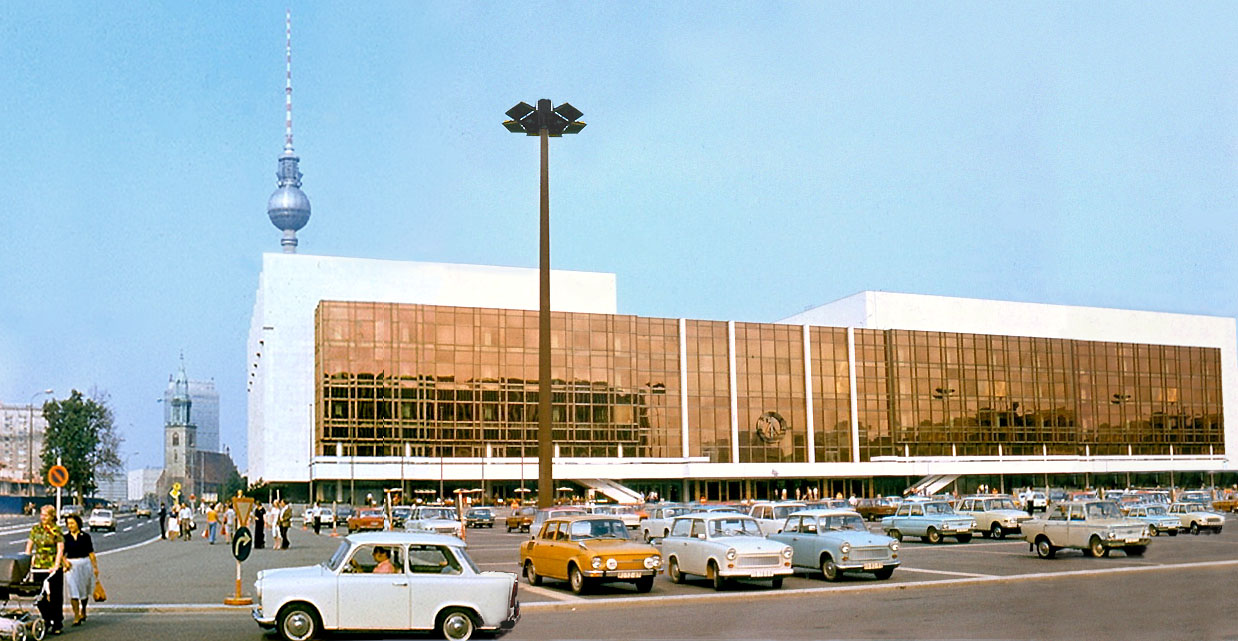
Palast der Republik vào năm 1977 với hình nền Fernsehturm.
Sảnh vào nổi tiếng của Cung điện và nhiều đèn chiếu sáng. Sảnh vào nổi tiếng của Cung điện và nhiều đèn chiếu sáng.
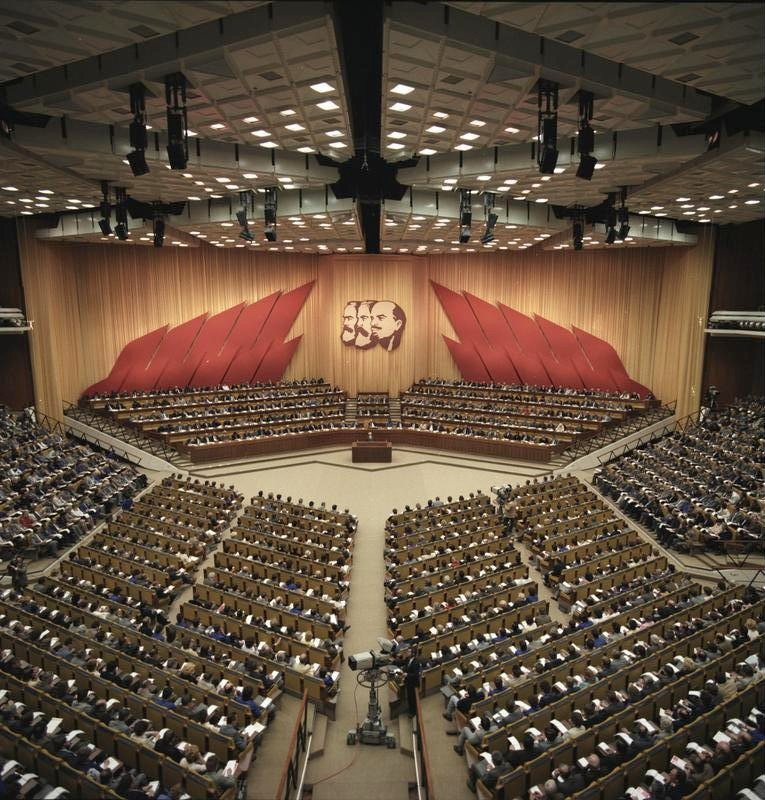
Các địa chỉ mở được đưa ra trong hội trường trung tâm của Cung điện khi bắt đầu Đại hội Đảng lần thứ 11 của Đông Đức năm 1986.
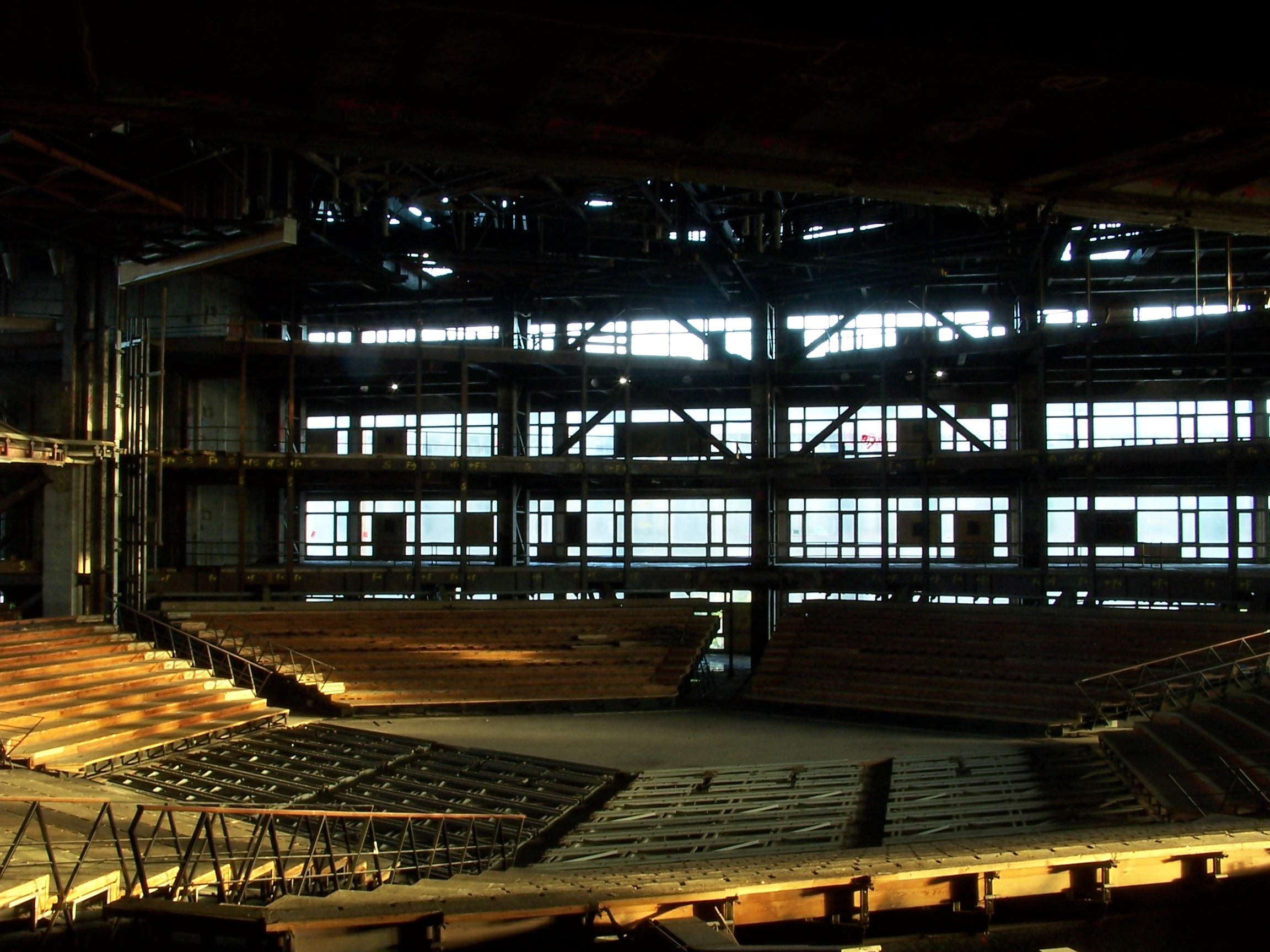
Phần còn lại của hội trường trung tâm vào năm 2003 sau khi loại bỏ tất cả amiăng và đồ nội thất bên trong.
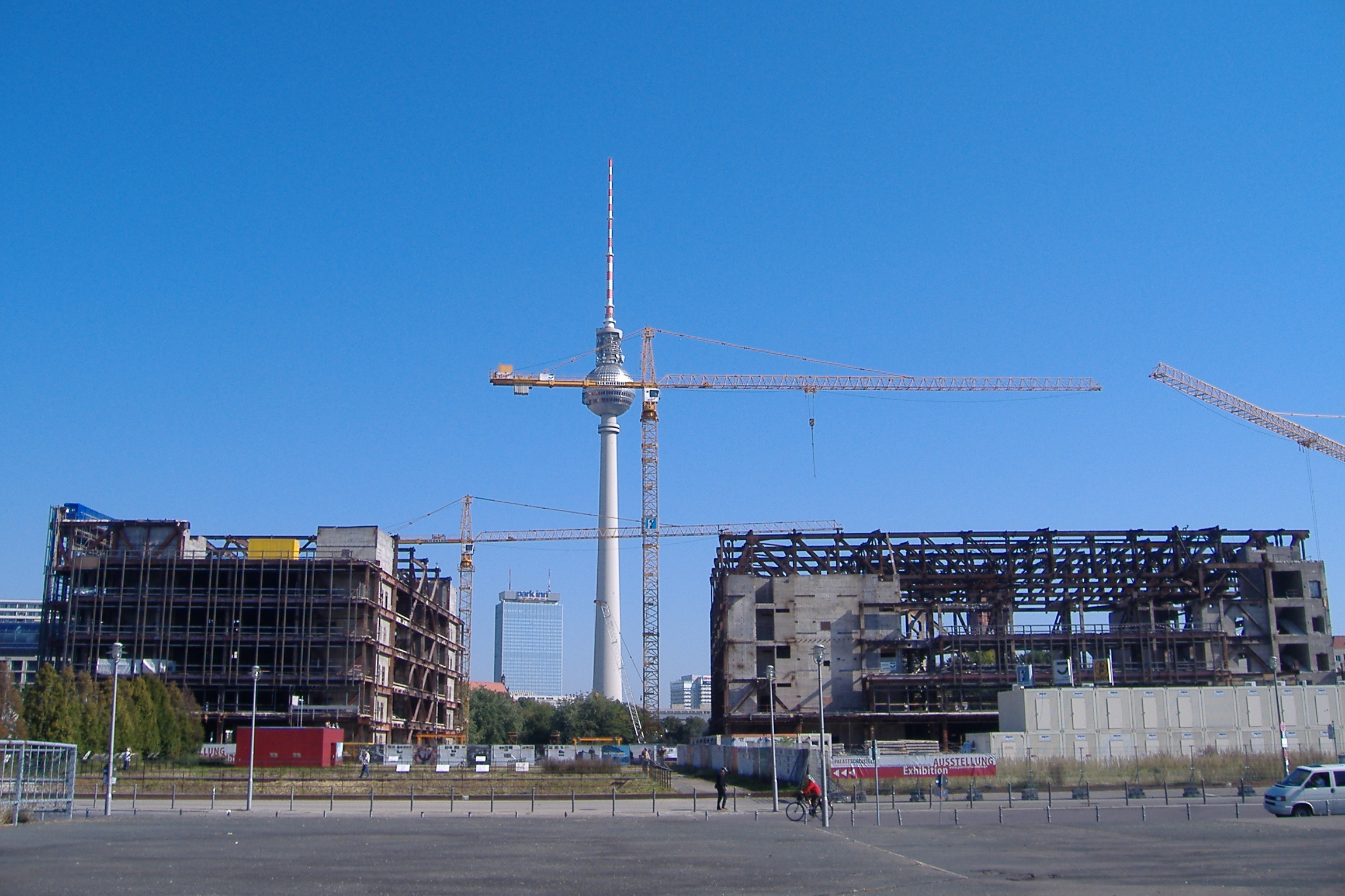
Palast der Republik trong quá trình phá hủy vào tháng 9 năm 2007.